# SFC Opava
A Slezský FC Opava egy cseh labdarúgócsapat Opava városában. Korábban a cseh labdarúgás legmagasabb osztályában játszottak, napjainkban márcsak a másodosztályú Fotbalová národní liga tagjai.
A klub játssza a Sziléziai Derbit az FC Baník Ostrava ellen.

## Története
A klub 1995-től 2000-ig tagja volt a legmagasabb osztályú cseh bajnokságnak, a Gambrinus ligának, ahonnan 2000-ben estek ki, de már a következő szezonban visszajutottak az élvonalba 2001-ben. Egy újabb kiesés után 2003-ban jutottak vissza az élvonalba, és két szezont töltöttek ott, de belső problémák a klub hanyatlásához vezettek, és kiestek a területi bajnokságba. A klub 2011-ben ünnepelhetett visszajutást a cseh másodosztályba, de mindössze két szezon után visszaestek a Morva-Sziléziai Labdarúgó Ligába (MSFL) 2013-ban. A klub rögtön első MSFL-szezonjában másodosztályba való visszajutást ünnepelhetett.

## Korábbi nevek
- 1907-09 - Troppauer Fussballverein
- 1909-39 - Deutscher Sportverein Troppau
- 1939-45 - NS Turngemeinde Troppau
- 1945-48 - SK Slezan Opava
- 1948-50 - Sokol Slezan Opava
- 1950-53 - ZSJ SPJP Opava
- 1953-58 - TJ Baník Opava
- 1958-90 - TJ Ostroj Opava
- 1990-94 - FK Ostroj Opava
- 1994-98 - FC Kaučuk Opava
- 1998 óta - SFC Opava

## Játékosok

### Jelenlegi keret
2014. március 21. szerint
| #  |     | Poszt | Név             |
| -- | --- | ----- | --------------- |
| 1  | CZE | K     | Josef Květon    |
| 2  | CZE | V     | Petr Vavřík     |
| 3  | CZE | V     | Matěj Hrabina   |
| 5  | CZE | V     | Luboš Horka     |
| 6  | CZE | KP    | Radek Němec     |
| 7  | CZE | KP    | Radim Grussmann |
| 8  | CZE | KP    | Robin Wirth     |
| 9  | CZE | CS    | Václav Jurečka  |
| 10 | CZE | CS    | Petr Nekuda     |
| 11 | CZE | CS    | Tomáš Komenda   |
| 13 | CZE | CS    | Martin Neubert  |

| #  |     | Poszt | Név                 |
| -- | --- | ----- | ------------------- |
| 14 | CZE | KP    | Jan Schaffartzik    |
| 14 | CZE | CS    | Tomáš Mrázek        |
| 15 | CZE | V     | Martin Švec         |
| 17 | CZE | K     | David Hampel        |
| 19 | CZE | KP    | Lumír Sedláček      |
| 20 | CZE | V     | Jakub Můčka         |
| 21 | CZE | KP    | Tomáš Polách        |
| 22 | CZE | K     | Lukáš Godula        |
| 23 | CZE | KP    | František Metelka   |
| 24 | CZE | V     | Josef Dvorník       |
| 26 | CZE | KP    | František Schneider |

## Edzők
- Jiří Bartl (1998–2000)
- Petr Uličný (2000)
- Bohuš Keler (2000–01)
- Miroslav Mentel (2001–02)
- Karel Jarůšek (2002–03)
- Pavel Hapal (2003–04)
- Vlastimil Palička (2004–05)
- Radoslav Látal (2008–09)
- Josef Mazura (2010–12)
- David Vavruška (2012–13)
- Jan Baránel (2013-16)
- Roman Skuhravý (2016-)

## Sikerek
- Cseh 2. Liga (másodosztály)
  - Ezüstérem 1994–95, 2000–01, 2002–03
- Morva-Sziléziai Labdarúgó Liga (harmadosztály)
  - Bajnokok 2010–11, 2013–14
- Krajský přebor Moravskoslezského kraje (ötödosztály)
  - Bajnokok 2005–06

## Fordítás
Ez a szócikk részben vagy egészben  a   SFC Opava című angol Wikipédia-szócikk ezen változatának fordításán alapul.  Az eredeti cikk szerkesztőit annak laptörténete sorolja fel. Ez a jelzés csupán a megfogalmazás eredetét és a szerzői jogokat jelzi, nem szolgál a cikkben szereplő információk forrásmegjelöléseként.

## Külső hivatkozások
- Hivatalos oldal
- Rajongói oldal